# Coupe du monde des clubs de beach soccer 2013
Navigation
2012 2014
La coupe du monde des clubs de beach soccer 2013 est la 3e édition de cette compétition de beach soccer. Elle se déroule du 10 au 17 novembre 2013. Le tirage au sort pour la répartition des groupes est faite le 21 octobre 2013. Seulement huit clubs prennent part à la compétition, le plus bas total depuis la création de la compétition.
Les clubs brésiliens dominent la compétition en prenant les 4 places qualificatives pour les demi-finales. Le Corinthians remporte pour la première fois le tournoi tandis que Flamengo et Vasco da Gama monte pour la 3e fois en autant d'éditions sur le podium. Pour sa première participation, Botafogo termine 4e.

## Clubs participants
Huit clubs participent à l'édition 2013 du Mundialito de clubes :
| Groupe A      | Groupe B       |
| ------------- | -------------- |
| Al-Ahli Club  | SC Corinthians |
| FC Barcelone  | CR Flamengo    |
| Botafogo      | Milan BS       |
| Vasco da Gama | CA Peñarol     |

## Tournoi

### Phase de groupe

#### Groupe A
| 13 novembre 2013 | Botafogo                     | 2 – 0 | Al-Ahli Club | Copacabana, Rio de Janeiro |  |
| 13:30            | B. Tell 7e (pen.) · Alan 17e |       |              |                            |  |
| 13:30            | Rapport                      |       |              |                            |  |

| 13 novembre 2013 | Vasco da Gama                                           | 4 – 4 a. p.       | FC Barcelone                                         | Copacabana, Rio de Janeiro |  |
| 16:00            | Bueno 6e · Mauricinho 21e · Jorginho 22e · Boquinha 39e |                   | 8e (pen.), 38e Stankovic · 19e Nico · 33e O. Moreira |                            |  |
| 16:00            | Rapport                                                 |                   |                                                      |                            |  |
| 16:00            | Jorginho · Mauricinho                                   | Tirs au but 1 – 0 | Stankovic · Amarelle                                 |                            |  |

| 14 novembre 2013 | Al-Ahli Club                                            | 4 – 6 | Vasco da Gama                                                           | Copacabana, Rio de Janeiro |  |
| 13:30            | K. Albalooshi 9e · Belchior 14e (pen.), 16e (pen.), 36e |       | 1re Bueno · 7e (pen.), 13e Betinho · 10e, 36e Mauricinho · 14e Boquinha |                            |  |
| 13:30            | Rapport                                                 |       |                                                                         |                            |  |

| 14 novembre 2013 | Botafogo                                                                   | 5 – 6 | FC Barcelone                                                   | Copacabana, Rio de Janeiro |  |
| 14:45            | Sidney 4e · Alan 15e (pen.) · B. Antonio 23e · Vini 29e (pen.) · Dmais 35e |       | 2e, 23e Stankovic · 3e C. Torres · 15e, 27e Nico · 24e J. Lima |                            |  |
| 14:45            | Rapport                                                                    |       |                                                                |                            |  |

| 15 novembre 2013 | FC Barcelone | 1 – 3 | Al-Ahli Club                         | Copacabana, Rio de Janeiro |  |
| 12:30            | Amarelle 36e |       | 28e, 36e Belchior · 33e H. Alhammadi |                            |  |
| 12:30            | Rapport      |       |                                      |                            |  |

| 15 novembre 2013 | Vasco da Gama | 0 – 1 | Botafogo   | Copacabana, Rio de Janeiro |  |
| 15:00            |               |       | 17e Sidney |                            |  |
| 15:00            | Rapport       |       |            |                            |  |

| Clubs         | J | V | V+ | D | Bp | Bc | +/- | Pts |
| ------------- | - | - | -- | - | -- | -- | --- | --- |
| Vasco da Gama | 3 | 2 | 0  | 1 | 8  | 6  | +2  | 6   |
| Botafogo      | 3 | 1 | 1  | 1 | 10 | 9  | +1  | 5   |
| FC Barcelone  | 3 | 1 | 0  | 2 | 11 | 12 | –1  | 3   |
| Al-Ahli Club  | 3 | 1 | 0  | 2 | 7  | 9  | –2  | 3   |

#### Groupe B
| 10 novembre 2013 | CR Flamengo | 1 – 2 | SC Corinthians             | Copacabana, Rio de Janeiro |  |
| 10:00            | Benjamin 2e |       | 8e André · 9e Bruno Xavier |                            |  |
| 10:00            | Rapport     |       |                            |                            |  |

| 13 novembre 2013 | SC Corinthians                                          | 4 – 3 | CA Peñarol                               | Copacabana, Rio de Janeiro |  |
| 14:45            | Bruno Xavier 10e · Bruno Malias 15e, 32e · Anderson 36e |       | 11e M. Diaz · 15e Fred · 23e R. Martinez |                            |  |
| 14:45            | Rapport                                                 |       |                                          |                            |  |

| 14 novembre 2013 | CA Peñarol                                                          | 5 – 11 | CR Flamengo                                                                                             | Copacabana, Rio de Janeiro |  |
| 16:00            | Villalobos 9e (pen.) · M. Cabrera 12e · M. Diaz 29e, 30e · Nico 35e |        | 8e Benjamin · 9e Souza · 11e Toinho · 13e, 25e, 27e, 33e Eudin · 24e, 34e Datinha · 35e, 35e L. Martins |                            |  |
| 16:00            | Rapport                                                             |        | |                            |  |

| 14 novembre 2013 | SC Corinthians                                | 5 – 4 | Milan BS                                    | Copacabana, Rio de Janeiro |  |
| 17:15            | Rafinha 2e, 29e · D. Lima 3e · André 10e, 13e |       | 14e, 15e C. Da Silva · 27e, 34e (pen.) Gori |                            |  |
| 17:15            | Rapport                                       |       |                                             |                            |  |

| Clubs          | J | V | V+ | D | Bp | Bc | +/- | Pts |
| -------------- | - | - | -- | - | -- | -- | --- | --- |
| SC Corinthians | 3 | 3 | 0  | 0 | 11 | 8  | +3  | 9   |
| CR Flamengo    | 3 | 2 | 0  | 1 | 19 | 10 | +9  | 6   |
| CA Peñarol     | 3 | 1 | 0  | 2 | 14 | 19 | –5  | 3   |
| Milan BS       | 3 | 0 | 0  | 3 | 11 | 18 | –7  | 0   |

### Phase finale

#### Demi-finale
| 16 novembre 2013 | SC Corinthians                 | 2 – 0 | Vasco da Gama | Copacabana, Rio de Janeiro |  |
| 10:30            | D. Lima 20e · Bruno Malias 20e |       |               |                            |  |
| 10:30            | Rapport                        |       |               |                            |  |

| 16 novembre 2013 | Botafogo                 | 2 – 3 | CR Flamengo                 | Copacabana, Rio de Janeiro |  |
| 11:45            | F. Mazzei 23e · Vini 27e |       | 11e Casé · 12e, 25e Datinha |                            |  |
| 11:45            | Rapport                  |       |                             |                            |  |

#### 3eplace
| 17 novembre 2013 | Vasco da Gama                        | 3 – 1 | Botafogo       | Copacabana, Rio de Janeiro |  |
| 08:00            | Gil 22e · Jorginho 23e · Betinho 28e |       | 20e B. Botelho |                            |  |
| 08:00            | Rapport                              |       |                |                            |  |

#### Finale
| 17 novembre 2013 | SC Corinthians                                 | 3 – 3 a. p.       | CR Flamengo                  | Copacabana, Rio de Janeiro |  |
| 10:00            | Fernando DDI 9e · André 19e · Bruno Xavier 23e |                   | 9e, 28e Eudin · 32e Benjamin |                            |  |
| 10:00            | Rapport                                        |                   |                              |                            |  |
| 10:00            | Bruno Xavier                                   | Tirs au but 1 – 0 | Benjamin                     |                            |  |

### Récompenses individuelles
| Meilleur joueur               |
| ----------------------------- |
| Mão ( SC Corinthians)         |
| Meilleur buteur               |
| Eudin ( CR Flamengo) - 7 buts |
| Meilleur gardien de but       |
| Mão ( SC Corinthians)         |